# 劉民悅
劉民悦（？—？），字时可，號榮柏，湖广武昌府江夏县人。

## 生平
万历四十六年（1618年）戊午科湖广乡试举人，四十七年（1619年）联捷己未科進士，都察院觀政，授四川富顺令，其俗豪役贫贱代贵，巨室收赋多不归县藏，民悦悉为厘正。毎谳断不肯曲承上官指，有中之者，改苏州府教授。饰学宫，考古祭器、乐器，作郡县志。再迁南户部主事，管江北仓，例多羡馀，尽籍以报，部尚书郑三俊服其廉正。崇祯三年（1630年）迁知河南汝宁府，部有持官府短长者，得其名，悉置于法。崇祯四年，为河南巡抚吴光义纠劾不职，罢归。
墓在江夏县黄鹤里白珠山。